# Fail e Vila Chã de Sá

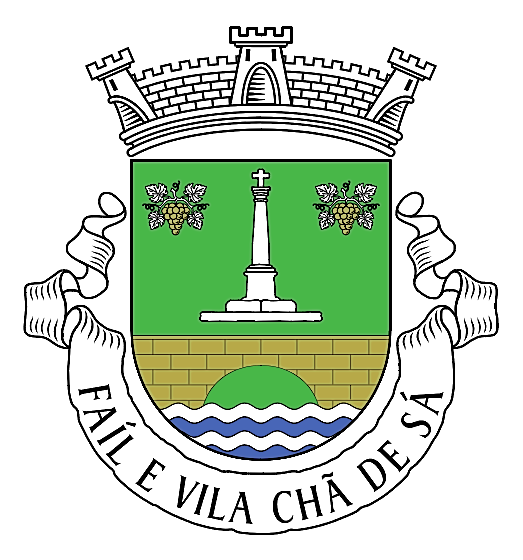
Brasão da Freguesia de Fail e Vila Chã de Sá

Fail e Vila Chã de Sá é uma freguesia portuguesa do município de Viseu, com 15,7 km² de área e 2512 habitantes (censo de 2021). A sua densidade populacional é 160 hab./km².

## História
Foi constituída em 2013, no âmbito de uma reforma administrativa nacional, pela agregação das antigas freguesias de Fail e Vila Chã de Sá.

## Demografia
A população registada nos censos foi:
| Distribuição da População por Grupos Etários | Distribuição da População por Grupos Etários | Distribuição da População por Grupos Etários | Distribuição da População por Grupos Etários | Distribuição da População por Grupos Etários | Distribuição da População por Grupos Etários |
| -------------------------------------------- | -------------------------------------------- | -------------------------------------------- | -------------------------------------------- | -------------------------------------------- | -------------------------------------------- |
| Antes da agregação                           |                                              |                                              |                                              |                                              |                                              |
| Ano                                          | 0-14 anos                                    | 15-24 anos                                   | 25-64 anos                                   | >= 65 anos                                   | Total                                        |
| 2001                                         | 504                                          | 442                                          | 1340                                         | 290                                          | 2576                                         |
| 2011                                         | 471                                          | 327                                          | 1458                                         | 417                                          | 2673                                         |
| Após a agregação                             |                                              |                                              |                                              |                                              |                                              |
| Ano                                          | 0-14 anos                                    | 15-24 anos                                   | 25-64 anos                                   | >= 65 anos                                   | Total                                        |
| 2021                                         | 345                                          | 308                                          | 1295                                         | 564                                          | 2512                                         |

## Património
Tem como património histórico uma “elegante” Igreja Matriz (Igreja de São João Baptista), o cruzeiro de pedra, a capela de São Sebastião, a capela de São José, o Lugar do Castelo e o Quintal do Fidalgo, a Casa das sete portas, e desde 29 de Junho de 2007 o Museu da Antiguidade, também chamado de Eco-museu ou de Museu Etnográfico de Vila Chã de Sá.
Outros:
- Ponte romana na Laje do Pincho
- Penedo do Santo
- Capela de São Domingos
- Alguns cruzeiros e que significavam sacrifício de Jesus Cristo a caminho do calvário
- A Laje do Pincho onde estão desenhados os pés de pessoas poderosas, às quais se dava o nome de Moiros
- Chico Lopes da Guarda
- Várias alminhas que são pedras trabalhadas onde se fazia uma cruz e se escrevia a data de quando alguém morresse naquele local
- Moinhos de água
- Talegre (Vértice Geodésico)

- Igreja Paroquial de Fail;
- Ecomuseu de Vila Chã de Sá